# Dan vojnega letalstva in zračne obrambe (SFRJ)
Dan vojnega letalstva in zračne obrambe je bil praznik vojnoletalskih sil JLA in se je proslavljal 21. maja, na dan, ko so leta 1942 prvič sodelovali v bojih partizanski piloti. Praznik je bil uveden 20. oktobra 1947 na ukaz Vrhovnega poveljnika oboroženih sil in ministra narodne obrambe FNRJ (Tita).